# Ptisana costulisora
Ptisana costulisora là một loài dương xỉ trong họ Marattiaceae. Loài này được Alston Murdock mô tả khoa học đầu tiên năm 2008.